# 章庆震
章庆震（？—？），浙江会稽（今浙江绍兴）人，是一名清朝政治人物。
章庆震曾于1861年接替陈旭彩任嘉定县知县一职，1862年由李克勤接任。